# André Gohr
André Eduardo Gohr (né le 15 août 1996 à Brusque) est un coureur cycliste brésilien.

## Biographie
André Gohr commence le cyclisme sous l'impulsion de son père, Eduardo. Son cousin Soelito Gohr pratique également le cyclisme en compétition.
Chez les jeunes, il se distingue dans l'exercice du contre-la-montre, en devenant à trois reprises champion du Brésil de la discipline. En 2014, il commence sa formation au Centre mondial du cyclisme, à Aigle. Avec cette équipe, il réalise de bonnes performances sur le Tour de la vallée de la Trambouze. Dans cette épreuve fédérale juniors, il s'impose sur le contre-la-montre et termine sixième classement général,. Au cours des deux années suivantes, il participe notamment au Tour Alsace, au Tour de l'Avenir ou au Tour des Flandres espoirs.
Il est recruté en 2017 par la formation Soul Brasil, promue en tant qu'équipe continentale professionnelle. La révélation de trois contrôles positifs dans son effectif (João Gaspar, Kléber Ramos et Ramiro Rincón), en moins de deux mois, entraîne cependant la suspension de toutes compétitions internationales pour la formation jusqu'au 12 février.

## Palmarès sur route
- 2011
  -  Champion du Brésil du contre-la-montre cadets
- 2012
  -  Champion du Brésil du contre-la-montre cadets
- 2013
  -  Champion du Brésil du contre-la-montre juniors
- 2014
  - 1re étape du Tour de la Vallée de la Trambouze (contre-la-montre)
  - 2e du championnat du Brésil du contre-la-montre juniors
- 2017
  -  Champion du Brésil du contre-la-montre espoirs
  - 3eb étape du Tour d'Uruguay (contre-la-montre par équipes)
  - Copa Hans Fischer :
    - Classement général
    - 1re étape (contre-la-montre)
- 2018
  -  Champion du Brésil du contre-la-montre espoirs
  - Copa Hans Fischer :
    - Classement général
    - 1re étape (contre-la-montre)

  - Volta de Brusque :
    - Classement général
    - 1re étape (contre-la-montre)
- 2019
  -  Champion du Brésil du contre-la-montre
  - Subida do Morro da Cruz
  - Copa Hans Fischer :
    - Classement général
    - 1re (contre-la-montre) et 2e étapes

  - Volta de Brusque :
    - Classement général
    - 1re étape (contre-la-montre)
- 2022
  - Copa Hans Fischer :
    - Classement général
    - 1re étape (contre-la-montre)

  - Volta de Brusque :
    - Classement général
    - 1re étape (contre-la-montre)
- 2023
  - 1re étape du Tour du Goiás
  - Prologue et 6e étape (contre-la-montre) du Tour d'Uruguay
  - 3e du Tour d'Uruguay
- 2024
  - 3e du championnat du Brésil du contre-la-montre
- 2025
  - Circuito Boa Vista
  - 3e du championnat du Brésil sur route

## Classements mondiaux
| Année                                 | 2017  | 2018  | 2019  | 2020 | 2021  | 2022 | 2023  | 2024  |
| ------------------------------------- | ----- | ----- | ----- | ---- | ----- | ---- | ----- | ----- |
| Classement mondial                    | 2994e | 2182e | 1030e | nc   | 1151e | 589e | 1030e | 1786e |
| UCI America Tour                      | 458e  | 273e  | 127e  | nc   | 165e  | 52e  | nc    | nc    |
|                                       |       |       |       |      |       |      |       |       |
| Légende : nc = non classéSource : UCI |       |       |       |      |       |      |       |       |